# Beautiful Ohio
Beautiful Ohio – pieśń będąca hymnem stanu Ohio.

## Historia
Pieśń została napisana w 1918 roku przez amerykańskiego liryka Ballard'a MacDonald'a, a muzykę do niej skomponował Robert King, posługujący się pseudonimem "Mary Earl".